# Aleksander Paszkiewicz
Aleksander Paszkiewicz (ur. 16 lipca 1866, zm. 9 maja 1915 pod Rymanowem) – major piechoty C. K. Armii.

## Życiorys
Urodził się 16 lipca 1866 roku we Lwowie, syn Władysława Paszkiewicza herbu Radwan i Heleny Podlewskiej herbu Bogoria. Ze strony matki był spokrewniony z powstańcem listopadowym Walerianem Podlewskim, który był bratem jego dziadka. Został zawodowym wojskowym C. K. Armii. Mianowany kadetem służby stałej z dniem 1 września 1886, a potem awansowany na porucznika z dniem 1 maja 1889 i nadporucznika z dniem 1 listopada 1893. Przez lata służył w 80 pułku piechoty we Lwowie, skąd od około 1893 jako oficer nadkompletowy był przydzielony do wojskowego instytutu geograficznego. Od około 1896 ponownie był w 80 p.p., skąd około 1897/1898 był odkomenderowany do Terezjańskiej Akademii Wojskowej w Wiener Neustadt jako aspirant nauczycielski, od około 1897 do Szkoły Kadetów Piechoty w Temesvár jako członek personelu nauczycielskiego. W tym czasie otrzymał awans na kapitana 2 klasy z dniem 1 listopada 1901, a od około 1902 ponownie służył w 80 pułku. Po promocji na kapitana 1 klasy z dniem 1 listopada 1901, około 1905/1906 był przydzielony do kadry nauczycielskiej Szkoły Kadetów Piechoty w Łobzowie, po czym nadal służył w macierzystym 80 p.p.. Został awansowany na stopień majora piechoty z dniem 1 maja 1913. Około 1913/1914 został przeniesiony do 77 pułku piechoty w Przemyślu i objął tam stanowisko komendanta III batalionu.
Podczas I wojny światowej w szeregach 77 p.p. z Sambora brał udział od początku w działaniach wojskowych. Wraz z oddziałem zwiadowczym (Nachrichten-Datachement) 14 sierpnia 1914 jako jeden z pierwszych przekroczył granicę Imperium Rosyjskiego. 10 dni później zajął trzy mosty w Goraju. Utrzymywał je przez 48 godzin mimo natarcia przeważających sił nieprzyjaciela i tym samym zapobiegł otoczeniu swojej dywizji od strony południowo-wschodniej. Na czele batalionu, złożonego z rozproszonych sił pułków 77 i 45, dnia 3 września otoczył zajęty przez Rosjan las oraz syberyjski 30 pułk piechoty, a wrogie siły częściowo zniszczył i częściowo wziął do niewoli. W tych walkach jego siły liczyły około 4500 ludzi, zaś nieprzyjacielskie około 4000. Łącznie od początku wojny uczestniczył w ponad 30 bitwach, wyróżniając się odwagą. Poległ w wieku 42 lat w dniu 9 maja 1915 (formalnie 10 maja) podczas walk w środkowej Galicji podczas szturmu na wzgórze koło Sieniawy pod Rymanowem, gdzie został trafiony dwiema kulami.
Był żonaty z Michaliną z Nowina - Konopków pochodzącą z Mogilan, miał dwie córki, Helenę Amelię (ur. 1897).

## Odznaczenia
- Order Korony Żelaznej 2[33] wzgl. 3 klasy[29] (1915)[30][28][b]
- Krzyż Zasługi Wojskowej 3 klasy z dekoracją wojenną – pośmiertnie (1915)[34]
- Brązowy Medal Zasługi Wojskowej na wstążce czerwonej (około 1912)[25]
- Odznaka za Służbę Wojskową III stopnia (około 1909)[23]
- Brązowy Medal Jubileuszowy Pamiątkowy dla Sił Zbrojnych i Żandarmerii (ok. 1899)[14]
- Krzyż Jubileuszowy Wojskowy (około 1909)[23]
- Krzyż Pamiątkowy Mobilizacji 1912–1913 (około 1913)[27]
- Krzyż Mariański